# Juramentos de fidelidad a Ramón Berenguer IV (1137)
Los Juramentos de fidelidad a Ramón Berenguer IV son los juramentos de fidelidad que el 24 de agosto de 1137 hicieron los habitantes de Huesca al conde Ramón Berenguer IV, como resultado de los Capítulos matrimoniales de Barbastro (1137), y en virtud de los cuales el rey Ramiro II de Aragón donaba su hija y el Reino de Aragón al conde de Barcelona, reservándose la dignidad real para él. Los juramentos comenzaron en Huesca el 24 de agosto de 1137 y siguieron por la zona de Jaca; el historiador Antonio Ubieto considera que estos juramentos habrían proseguido durante el mes de septiembre y octubre del año 1137, y en todos los lugares del reino de Aragón, aunque solo se testimonian en la zona de Jaca y el alto Aragón.

## El juramento de fidelidad a Ramón Berenguer
El juramento de fidelidad seguía una forma estereotipada y se hacía poniendo la mano sobre los evangelios. Se ha conservado el juramento que los habitantes de Huesca hicieron por mandato del rey Ramiro II de Aragón al conde Ramón Berenguer IV el 24 de agosto de 1137.
"Juro Yo [espacio en blanco para decir el nombre del jurador] a ti, Ramón Berenguer, conde de Barcelona, que de ahora en adelante te seré fiel, a tu vida y a tu cuerpo, con fe y sin engaño. Y te seré fiel de la ciudad de Huesca y de todo el reino aragonés; que ni yo te lo retire, ni te lo retire hombre o mujer por mi consejo o asentimiento. Y te seré fiel y fiel colaborador contra todos los hombres y mujeres, por fe y sin engaño, salvo la fidelidad al rey Ramiro y a su hija. Así como está arriba escrito lo tendré y atenderé, por Dios y estos cuatro evangelios"

## La confirmación de Ramón Berenguer en los Privilegios de Huesca
Por su parte, el conde Ramón Berenguer confirmó los Privilegios de Huescaː
"In Christi nomine et eius gratia, ego Ramon Belenguer, comite de Barcelona, atorco et confirmo illos foros et illos donativos quos rex Petrus et rege Ranimiro dedit ad illos muros adobar de illas reditas de Oscha unoquoque anno. Et ego Ramon Belenguer, comite de Barcelona, dono ad illos estatores de Osca quod non donnent lezda in tota mea terra quod modo habeo et in antea, Deo volente, adquiram. Era Mª Cª LXXª V est facta ista carta.

Signum Raimundi comes"